# Syringodes
Syringodes is een geslacht van Phasmatodea uit de familie Diapheromeridae. De wetenschappelijke naam van dit geslacht is voor het eerst geldig gepubliceerd in 1908 door Redtenbacher.

## Soorten
Het geslacht Syringodes omvat de volgende soorten:
- Syringodes bonarellii Giglio-Tos, 1910
- Syringodes pallidus Redtenbacher, 1908
- Syringodes rubicundus (Haan, 1842)
- Syringodes viridimaculatus Günther, 1943